# Деца шпиони
Деца шпиони (на английски: Spy Kids) е американска детска екшън комедия от 2001 г. на режисьора Робърт Родригес. Той е първият от поредицата филми за Деца шпиони, последван от две продължения през 2002 г. „Деца шпиони 2: Островът на изгубените мечти“ и „Деца шпиони 3D: Краят на играта“ от 2003 г.

## Актьорски състав
| Актьор              | Роля                                                                                  |
| ------------------- | ------------------------------------------------------------------------------------- |
| Антонио Бандерас    | Грегорио Кортес – бивш агент на OSS, баща на Джуни и Кармен                           |
| Карла Гуджино       | Ингрид Кортес – бивш агент на OSS, майка на Джуни и Кармен                            |
| Алекса Вега         | Кармен Кортес – дъщеря на Грегорио и Ингрид                                           |
| Дарил Сабара        | Джуни Кортес – син на Грегорио и Ингрид                                               |
| Алън Къминг         | Феган Флуп – водещ на шоу „Floop's Fooglies“                                          |
| Тери Хачър          | г-жа Граденко – бивш агент на OSS, който стана сътрудник на г-н Лисп и Миньон         |
| Ричард Антъни Марин | Феликс Гъм – агент на OSS, който се представя за чичо на Кармен и Джуни               |
| Дани Трехо          | Изадор „Мачете“ Кортес – изобретател на невероятни джаджи и чичовци на Джуни и Кармен |
| Робърт Патрик       | г-н Лисп – бизнесмен                                                                  |
| Тони Шалуб          | Александър Миньон – асистент на Флуп                                                  |
| Джордж Клуни        | Девлин – шеф на OSS                                                                   |